# Сосна мягкоигольная
Сосна шиповатая  (лат. Pinus muricata) — североамериканский вид растений рода Сосна (Pinus) семейства Сосновые (Pinaceae). 
Этимология видового эпитета: muricatum означает шиповатый, колючий, растопыренный.

## Ботаническое описание

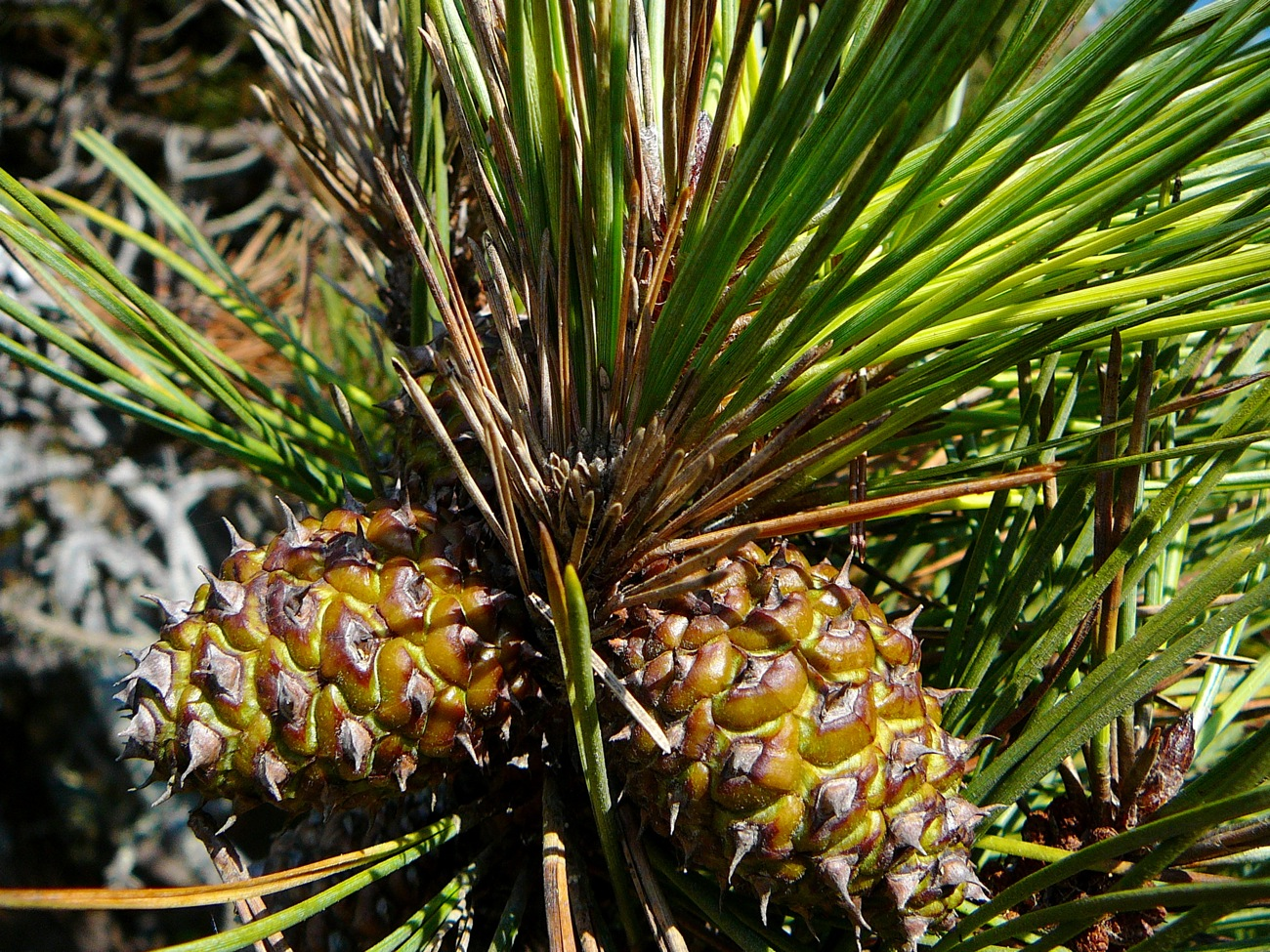
Женские шишки

Сосна мягкоигольная — дерево до 24 м в высоту, ствол которого достигает 0,9 м в диаметре, с округлой или неправильной кроной. Кора тёмно-серая, чешуйчато-бороздчатая. Молодые ветки рыже-бурые, затем темнеющие до тёмно-коричневых.
Почки тёмно-коричневые, покрытые смолой, цилиндрические или яйцевидные, до 2,5 см.
Хвоя сохраняющаяся на протяжении 2—3 лет. Хвоинки собранные в пучки по 2, до 15 см длиной, различных оттенков жёлто-зелёного цвета; края хвоинок сильно зазубренные.
Мужские стробилы эллипсоидной формы, около 0,5 см длиной, оранжевого цвета. Женские стробилы созревающие через три года, остающиеся на дереве ещё несколько лет, обычно асимметричные, незрелые — узко-яйцевидные, затем раскрывающиеся и становящиеся широко-яйцевидными, красно-коричневого цвета, 4—9 см длиной. Чешуйки жёсткие, с заострённой верхушкой.
Семена эллиптической формы, около 0,6 см, коричневые, с крылом до 2 см.
Число хромосом — 2n = 24.

## Ареал
Сосна мягкоигольная встречается только в Калифорнии и Нижней Калифорнии, произрастает в прибрежных и болотистых районах, на высоте до 300 м над уровнем моря.

## Таксономия

### Синонимы
- Pinus edgariana Hartw., 1848
- Pinus remorata H.Mason, 1930